# Monika Smák
Monika Smák, z domu Kulová (ur. 29 sierpnia 1973) – słowacka siatkarka grająca na pozycji rozgrywającej. Obecnie reprezentuje klub VK Modřanská Prostějov.

## Kluby
- 1997–1998 - CJD Berlin
- 1998–1999 - ZU Zilina
- 1999–2001 - RC Cannes
- 2001–2003 - Skra Warszawa
- 2003–2004 - BKS Aluprof Bielsko-Biała
- 2004–2005 - OMS Senica
- 2005–2006 - MKS Muszynianka Muszyna
- 2006–2007 - BKS Aluprof Bielsko-Biała
- 2008–2010 - GCB Centrostal Bydgoszcz
- 2010–2011 - Lokomotiv Baku
- 2011–2012 - VK Modřanská Prostějov

## Sukcesy
- złoty medal Mistrzostw Polski 2003/04 zdobyty z BKS Stal Bielsko-Biała
- Puchar Polski (2004) zdobyty z BKS Stal Bielsko Biała
- złoty medal Mistrzostw Polski 2005/06 zdobyty z Muszynianką Fakro Muszyną